# 仲間割れ

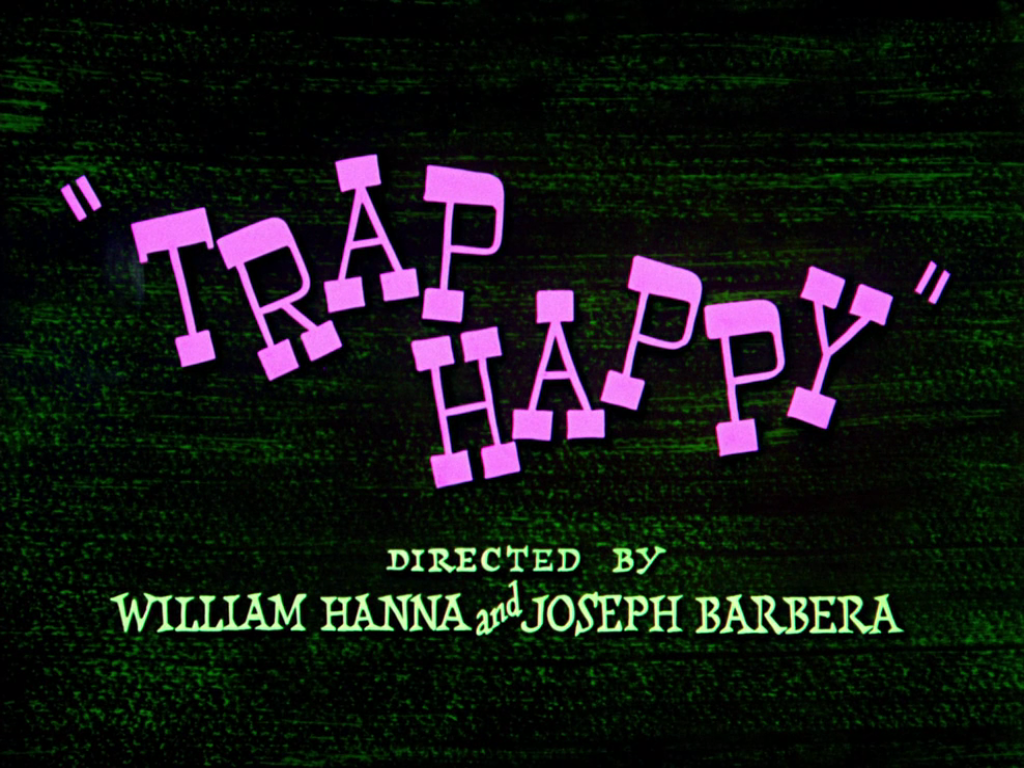
タイトルカード

『仲間割れ』（なかまわれ、Trap Happy）は「トムとジェリー」の作品の一つ。1946年6月29日公開。日本においてはパブリックドメインである。

## スタッフ
- 監督 - ウィリアム・ハンナ、ジョセフ・バーベラ
- 製作 - フレッド・クインビー
- 作画 - ケネス・ミューズ、エド・バージ、マイケル・ラー、レイ・パターソン（クレジット無し）、ピーター・バーネス（クレジット無し）
- 音楽 - スコット・ブラッドリー

## 内容
トムとジェリーは相変わらずのように追いかけっこをしていたが、トムは一枚上手のジェリーに散々にやられてしまう。
業を煮やしたトムは電話帳を探ってみると、ある広告が目に留まった。「ネズミ退治ならAJAX。お電話一本で……オシマイ。」。早速電話をかけ、プロ業者のブッチを呼んだ。
現れたブッチは、まず鞄からナットを取り出し、チーズのような色柄にデコレーションする。最後にチーズの香りを振りかければ、寸分違わない偽チーズの完成だ。ブッチがそれをジェリーの巣穴に放り込んだところ、ジェリーは大喜びでそれを飲み込んだ。あとは強力な磁石で「鉄の固まり」を飲み込んだジェリーを吸い出して捕え、手斧で叩き切って成敗のはずが、ジェリーに逃げられトムの尻尾を切断してしまった。
こうしてプロも侮り難き強敵ネズミの駆除をめぐる2対1のドタバタ劇が始まった。そのうちにトムとブッチはジェリーの巣穴に手を入れて取り合いを始めるが、その際にトムはブッチを無理やり引き出してしまう。ブッチは引き摺り出された上に瓦礫の下敷きになり、未だジェリーをとっちめたつもりでいるトムに散々殴られる始末。
仕事の足を引っ張り続ける間抜けなお客にウンザリしたブッチは、「ネズミ駆除」改め「ネコ駆除業者」と名乗りだし、鉄砲でトムを撃ち始めるのだった。

## 登場人物
トム
いつものようにジェリーを捕まえようとするも失敗に終わり、鼠退治業者のブッチを呼び出し共同でジェリーを追い詰めようとする。だが攻撃を巧みにかわすジェリーの策略により、自身の尻尾をブッチに斧で誤って切断されてしまう。その後も何とかジェリーを退治しようとするもことごとく逃げられ、やがてどさくさに紛れ味方のブッチを誤って攻撃してしまい、怒りを買った彼に猟銃で狙われ逃げていく。
ジェリー
自分を攻撃しようとしてくるブッチとトムをいつものようにコテンパンにし、やがてトム・ブッチ両者を喧嘩させる。最後はトムがブッチに猟銃で撃たれ追い回されるのを割れた窓越しに眺めた。
今作は他作と比べてもかなり強い描写が多い。
ブッチ
今回は鼠退治の業者として登場。ナットをチーズのように見せて食べさせたり、ジェリーの家に毒ガスをまいたり、爆弾を仕掛けたりと、あらゆる手段でジェリーを退治しようとするがいずれも失敗に終わり、やがてトムとの喧嘩が勃発。トムの尻尾を誤って斧で切断してしまったり、味方だったはずのトムにジェリーと間違えぶちのめされてしまう。最後は堪忍袋の緒が切れて「猫退治」を名乗り、自分を攻撃したトムを鉄砲片手に追い回した。